# 1936–1937-es magyar gyeplabdabajnokság
Az 1936–1937-es magyar gyeplabdabajnokság a kilencedik gyeplabdabajnokság volt. A bajnokságban nyolc csapat indult el, a csapatok két kört játszottak.
A Kéksárga a MAC, a Feketefehér a Magyar HC, a Zöldfehér a Ferencvárosi TC tartalékcsapata.

## Tabella
| #  | Csapat          | M  | Gy | D | V  | G+ | G- | P  |
| -- | --------------- | -- | -- | - | -- | -- | -- | -- |
| 1. | BBTE            | 14 | 14 | 0 | 0  | 35 | 4  | 28 |
| 2. | Amateur HC      | 14 | 11 | 1 | 2  | 35 | 9  | 23 |
| 3. | Magyar HC       | 14 | 8  | 1 | 5  | 37 | 20 | 17 |
| 4. | MAC             | 14 | 7  | 2 | 5  | 19 | 16 | 16 |
| 5. | Ferencvárosi TC | 14 | 7  | 1 | 6  | 23 | 19 | 15 |
| 6. | Feketefehér     | 14 | 3  | 1 | 10 | 10 | 31 | 7  |
| 7. | Kéksárga        | 14 | 0  | 3 | 11 | 9  | 24 | 3  |
| 8. | Zöldfehér       | 14 | 1  | 1 | 12 | 4  | 49 | 3  |

* M: Mérkőzés Gy: Győzelem D: Döntetlen V: Vereség G+: Ütött gól G-: Kapott gól P: Pont